# Julio Edgar Gaviria
Julio Edgar Gaviria Arenas (Medellín, Colombia, 1 de abril de 1945 - 30 de marzo de 2009), más conocido como el "Chonto" Gaviria, fue un futbolista colombiano.
Su padre Julio 'Chonto' Gaviria también fue futbolista y entrenador jugaba como arquero, se consagró campeón en 1948 con el Independiente Santa Fe; Como entrenador dirigió al Atlético Nacional en 4 ocasiones.
Sus dos hermanos (Vides Gaviria y Osnid Gaviria) también llegaron a ser futbolistas profesionales. Vides militó para el Santa Fe, DIM y Oro Negro. Mientras que Osnid militó para Millonarios y Once Caldas. Tiene 98 años

## Trayectoria
Julio Edgar "El Chonto" Gaviria Arenas se convirtió en  todo un emblema de Millonarios donde debutó siendo es el cuarto futbolista con más partidos disputados en el club embajador, además logró dos títulos. Estuvo en Millonarios entre 1968 y 1978 disputando 382 partidos y convirtiendo un gol.
Para el año 1979 decide marcharse para el América de Cali por petición del Dr. Gabriel Ochoa Uribe quien previamente lo había dirigido en Millonarios. Con los diablos rojos se consagra campeón en esa misma temporada, se retira con el cuadro escarlata en 1981 a sus 36 años.

## Anécdota
Antes de fallecer, Julio declaró jocosamente en una entrevista que su peor partido lo disputó jugando para Millonarios, ya que anotó 4 autogoles en un mismo partido, el hecho ocurrió el día 21 de abril de 1971 con derrota embajadora 1-4 frente al Deportivo Cali. Aunque oficialmente en los registros de la Dimayor refleja que solo fueron 2 autogoles y los otros tantos del equipo azucarero fuero convertidos por Jorge Ramírez Gallego y Abel da Graca.

## Selección nacional
Con la selección Colombia estuvo cuatro años para afrontar las eliminatorias a México 1970 donde no se logra la clasificación.

## Clubes
| Club                       | Div. | Temporada | Liga  | Liga  | Copa Libertadores | Copa Libertadores | Total | Total |
| Club                       | Div. | Temporada | Part. | Goles | Part.             | Goles             | Part. | Goles |
| -------------------------- | ---- | --------- | ----- | ----- | ----------------- | ----------------- | ----- | ----- |
| Millonarios · Colombia     | 1.ª  | 1968-78   | 382   | 1     | 10                | 0                 | 392   | 1     |
| América de Cali · Colombia | 1.ª  | 1979-81   |       |       | 3                 | 0                 |       |       |
| Total carrera              |      |           |       |       |                   |                   |       |       |

## Palmarés

### Campeonatos nacionales
| Título           | Club            | País     | Año  |
| ---------------- | --------------- | -------- | ---- |
| Primera División | Millonarios     | Colombia | 1972 |
| Primera División | Millonarios     | Colombia | 1978 |
| Primera División | América de Cali | Colombia | 1979 |